# Горни-Срджевичи
Горни-Срджевичи (серб. Горњи Срђевићи) — населенный пункт в общине Србац, который принадлежит энтитету Республике Сербской, Босния и Герцеговина. По результатам югославской переписи населения 1991 года в Горни Срджевичи проживало 608 человек.

## Население
| 1948                           | 1953 | 1961 | 1971 | 1981 | 1991 | - |
| ------------------------------ | ---- | ---- | ---- | ---- | ---- | - |
| 906                            | 937  | 1057 | 922  | 760  | 608  | - |
| Гистограмма динамики населения |      |      |      |      |      |   |